# Fatma Arık
Fatma Arık (* 10. September 1997) ist eine türkische Leichtathletin, die sich auf den Langstreckenlauf spezialisiert hat und gelegentlich auch im Mittelstreckenlauf an den Start geht.

## Sportliche Laufbahn
Erste internationale Erfahrungen sammelte Fatma Arık im Jahr 2013, als sie bei den Jugendweltmeisterschaften in Donezk mit 2:11,74 min und 4:36,04 min jeweils in der ersten Runde über 800 und 1500 Meter ausschied. Anschließend siegte sie in 2:11,66 min im 800-Meter-Lauf bei den Jugend-Balkan-Meisterschaften in Edirne und im Dezember wurde sie bei den Crosslauf-Europameisterschaften in Belgrad in 14:13 min 43. im U20-Rennen. 2015 belegte sie bei den Balkan-Hallenmeisterschaften in Istanbul in 2:09,78 min den vierten Platz über 800 Meter und Anfang Juli siegte sie in 4:25,86 min über 1500 Meter bei den Junioren-Balkan-Meisterschaften in Pitești. Kurz darauf gelangte sie bei den Junioreneuropameisterschaften in Eskilstuna mit 4:33,59 min auf Rang 14 im 1500-Meter-Lauf und erreichte über 3000 Meter mit 10:04,77 min Rang zehn. Kurz darauf belegte sie bei den Balkan-Meisterschaften in Pitești in 2:12,91 min und 4:23,94 min jeweils den sechsten Platz über 800 und 1500 Meter. Im Jahr darauf belegte sie bei den U20-Weltmeisterschaften in Bydgoszcz in 4:20,90 min den elften Platz über 1500 Meter und gelangte im 3000-Meter-Lauf mit 9:13,27 min auf den zehnten Platz. 2017 wurde sie bei den U23-Europameisterschaften ebendort in 4:23,15 min Elfte über 1500 Meter und im Jahr darauf belegte sie in 9:54,97 min den achten Platz über 3000 Meter bei den Balkan-Hallenmeisterschaften in Istanbul. Im Juni gewann sie bei den U23-Mittelmeer-Meisterschaften in Jesolo in 4:29,63 min die Bronzemedaille über 1500 Meter hinter der Marokkanerin Imane el-Bouhali und Lucía Rodríguez aus Spanien und anschließend gewann sie bei den Balkan-Meisterschaften in Stara Sagora in 9:40,23 min die Bronzemedaille über 3000 Meter hinter der Serbin Teodora Simović und Cristina Simion aus Rumänien. 2019 belegte sie bei den U23-Mittelmeer-Hallenmeisterschaften in Miramas in 4:27,70 min den fünften Platz über 1500 Meter und im Juli startete sie im Halbmarathon bei der Sommer-Universiade in Neapel, musste dort aber ihr Rennen vorzeitig beenden. Im Jahr darauf gewann sie bei den Balkan-Hallenmeisterschaften in Istanbul in 9:18,02 min die Silbermedaille über 3000 Meter hinter der Albanerin Luiza Gega.
2022 belegte sie bei den Balkan-Meisterschaften in Craiova in 16:29,81 min den vierten Platz im 5000-Meter-Lauf und gewann über 3000 Meter in 9:33,10 min die Silbermedaille hinter ihrer Landsfrau Emine Hatun Mechaal.
2020 wurde Arık türkische Meisterin im 5000-Meter-Lauf.

## Persönliche Bestleistungen
- 800 Meter: 2:10,64 min, 27. Mai 2013 in Donezk
  - 800 Meter (Halle): 2:09,66 min, 15. Februar 2015 in Istanbul
- 1500 Meter: 4:20,04 min, 14. Juli 2017 in Bydgoszcz
  - 1500 Meter (Halle): 4:21,04 min, 14. Januar 2018 in Istanbul
- 3000 Meter: 9:13,27 min, 20. Juli 2016 in Bydgoszcz
  - 3000 Meter (Halle): 9:18,02 min, 15. Februar 2020 in Istanbul
- 5000 Meter: 16:29,81 min, 19. Juni 2022 in Craiova
- Halbmarathon: 1:17:30 h, 7. April 2019 in Istanbul